# Хираяма, Коитиро
Коитиро Хираяма (яп. 平山 紘一郎  Хираяма Коитиро, род. 9 сентября 1946 года); Кагосима, Япония — японский борец греко-римского стиля, призёр Олимпийских игр.

## Биография
Родился в 1946 году в Кагосиме. В 1972 году на Олимпийских играх в Мюнхене стал обладателем серебряной медали. В 1973 году на чемпионате мира стал 6-м. В 1974 году стал обладателем золотой медали Азиатских игр. На чемпионате мира 1975 года был 4-м. В 1976 году на Олимпийских играх в Монреале стал обладателем бронзовой медали.